# Jef Van Damme
Jef Van Damme (Gent, 8 januari 1979) is een voormalig Belgische politicus voor Vooruit.

## Levensloop
Van Damme groeide op in Lokeren. Na het doorlopen van de Grieks-Latijnse humaniora in het Sint-Lodewijkcollege van de stad ging hij rechten studeren. Zijn kandidatuur voltooide hij in 1999 aan de UFSIA te Antwerpen, zijn licentie vervolledigde hij in 2002 aan de UCL te Louvain-la-Neuve. In dat laatste jaar ging hij op Erasmus-uitwisseling naar de Humboldtuniversiteit te Berlijn. In 2003 haalde hij nog een master in European studies aan het King's College te Londen. Na zijn studies trok hij voor drie maanden naar Latijns-Amerika.
Van januari tot juni 2004 werkte Van Damme als stagiair op de juridische dienst van de Raad van de Europese Unie. Nadien werkte hij van juni tot oktober dat jaar als diensthoofd secretariaat op het gemeentebestuur van Vilvoorde. Vervolgens was hij tot in 2009 beleidsmedewerker van toenmalig Brussels minister van Mobiliteit en Openbare Werken Pascal Smet.
Hij werd politiek actief bij Animo, de jongerenafdeling van de socialistische partij sp.a, de voorloper van Vooruit, en was voorzitter van de Animo-afdeling van Brussel. In 2005 vestigde hij zich in Sint-Jans-Molenbeek, waar hij actief werd in de lokale sp.a-afdeling. Bij de gemeenteraadsverkiezingen van oktober 2006 werd Van Damme voor de sp.a verkozen tot gemeenteraadslid van Molenbeek. Hij werd meteen schepen van Mobiliteit, Nederlandstalig Onderwijs en Cultuur en bleef dit tot in december 2012. Van 2012 tot 2018 zetelde hij als fractieleider in de gemeenteraad. Na de verkiezingen van oktober 2018 werd hij opnieuw schepen, bevoegd voor Openbare Werken, Nederlandstalig Onderwijs en Gemeentelijke Eigendommen. In 2020 kreeg Van Damme er de bevoegdheid Nederlandstalige Kinderopvang bij. Hij bleef schepen en gemeenteraadslid tot in augustus 2023 en verliet toen de actieve politiek.
In juni 2009 volgde Jef Van Damme Pascal Smet op in het Brussels Hoofdstedelijk Parlement en de Raad van de Vlaamse Gemeenschapscommissie. In het Brussels Parlement werd hij lid van de commissies Infrastructuur, Openbare Werken en Verkeerswezen en Ruimtelijke Ordening, Stedenbouw en Grondbeleid en in de Raad van de Vlaamse Gemeenschapscommissie was hij van december 2012 tot mei 2014 fractieleider voor de sp.a. Na de verkiezingen van mei 2014 kwam Van Damme in juli dat jaar als opvolger van Pascal Smet opnieuw in het Brussels Parlement terecht. In de legislatuur 2014-2019 werd hij er fractievoorzitter voor zijn partij, alsook lid van de commissies Financiën en Algemene Zaken en Leefmilieu en Energie. Bij de verkiezingen voor het Brussels Parlement van mei 2019 was hij geen kandidaat meer. Hij wilde zich volledig focussen op zijn schepenmandaat. Na zijn parlementaire mandaat was hij van 2019 tot 2023 lid van de raad van bestuur van citydev.brussels, een Brusselse gewestelijke overheidsinstelling die betaalbare huur- en koopwoningen bouwt voor particulieren en gezinnen met een middelgroot inkomen en vestigingsmogelijkheden en infrastructuur aanbiedt aan ondernemingen.
In juli 2023 kondigde Van Damme zijn vertrek uit de politiek aan. In september 2023 ging hij namelijk aan de slag als leidend ambtenaar bij de Vlaamse Gemeenschapscommissie, waar hij ging instaan voor het functioneren van de diensten van de Gemeenschapscommissie en de relaties van de overheidsinstelling met externe actoren, evenals voor de implementatie van het beleid inzake onderwijs, jeugd, sport, welzijn, cultuur en volksgezondheid.
Van Damme was ook tussen 2014 en 2019 bestuurder van het Onderwijssecretariaat van de Steden en Gemeenten van de Vlaamse Gemeenschap.